# European Sleeper

Linien des European Sleeper (2025)

European Sleeper Exploitatie B.V., Kurzform European Sleeper, Eigenschreibweise european sleeper, abgekürzt es, ist ein belgisch-niederländisches Start-up-Unternehmen, das internationale Nachtzugverbindungen anbietet. Die Betriebsaufnahme erfolgte am 25. Mai 2023 mit dem ersten Good Night Train, der zwischen Berlin und Brüssel verkehrte.

## Tätigkeit
Das Unternehmen wurde im Januar 2021 von Elmer van Buuren und Chris Engelsman als European Sleeper Coöperatie U.A. in Amsterdam gegründet. Nachdem 2016 mehrere Nachtzüge eingestellt wurden, hat sich European Sleeper zum Ziel gesetzt, diese Reiseform in Europa als umweltfreundliche Alternative zu Flugreisen wiederzubeleben, wobei auch ein „intensiveres Reiseerlebnis“ als bei einer Flugreise im Vordergrund steht.
Für den geplanten Betriebsstart im April 2022 wurde ein Startkapital von 500.000 Euro eingeworben, das nach dem Zeichnungsstart über die Online-Plattform Eyevestor am 27. Mai 2021 innerhalb 15 Minuten gezeichnet wurde und von etwa 350 Investoren gehalten wird. Es diente dem Aufbau des Buchungssystems und der Kundenbetreuung, sowie der Risikoabsicherung während der ersten Fahrten. Im Laufe des Jahres 2022 fusionierte das belgische Unternehmen Moonlight Express mit European Sleeper. Der Betriebsstart verzögerte sich, da keine geeigneten Wagen gefunden werden konnten. Im Sommer 2022 wurden weitere zwei Millionen Euro Kapital aufgenommen, die von 1.400 Kleinanlegern gezeichnet wurden. 2022 kündigte European Sleeper an, dass der erste Nachtzug im Mai 2023 von Berlin Hauptbahnhof nach Brüssel fahre. Für den Winter sind Skizüge von Brüssel in die französischen Alpen geplant. Außerdem ist die Strecke Amsterdam–Barcelona in einer frühen Planung.[veraltet]
Das Unternehmen mietet die Züge und beabsichtigt bei Erfolg eigenes Rollmaterial anzuschaffen und selbst als Eisenbahnverkehrsunternehmen aufzutreten. Geplant ist die Anschaffung von ca. 30 Wagen, die aus Sitzwagen umgebaut werden sollen. European Sleeper beabsichtigt keine Konkurrenz zu bestehenden oder anderen geplanten Nachtzugangeboten zu sein, sondern versteht sich als Ergänzung. Aus diesem Grund werden keine Verbindungen nach Wien, Zürich oder München angeboten, da diese bereits von den Österreichischen und Schweizerischen Bundesbahnen bedient werden. European Sleeper ist der erste private Anbieter auf dem niederländischen Fernverkehrsmarkt seit Lovers Rail, der zwischen 1996 und 1999 tätig war.

## Nachtzüge

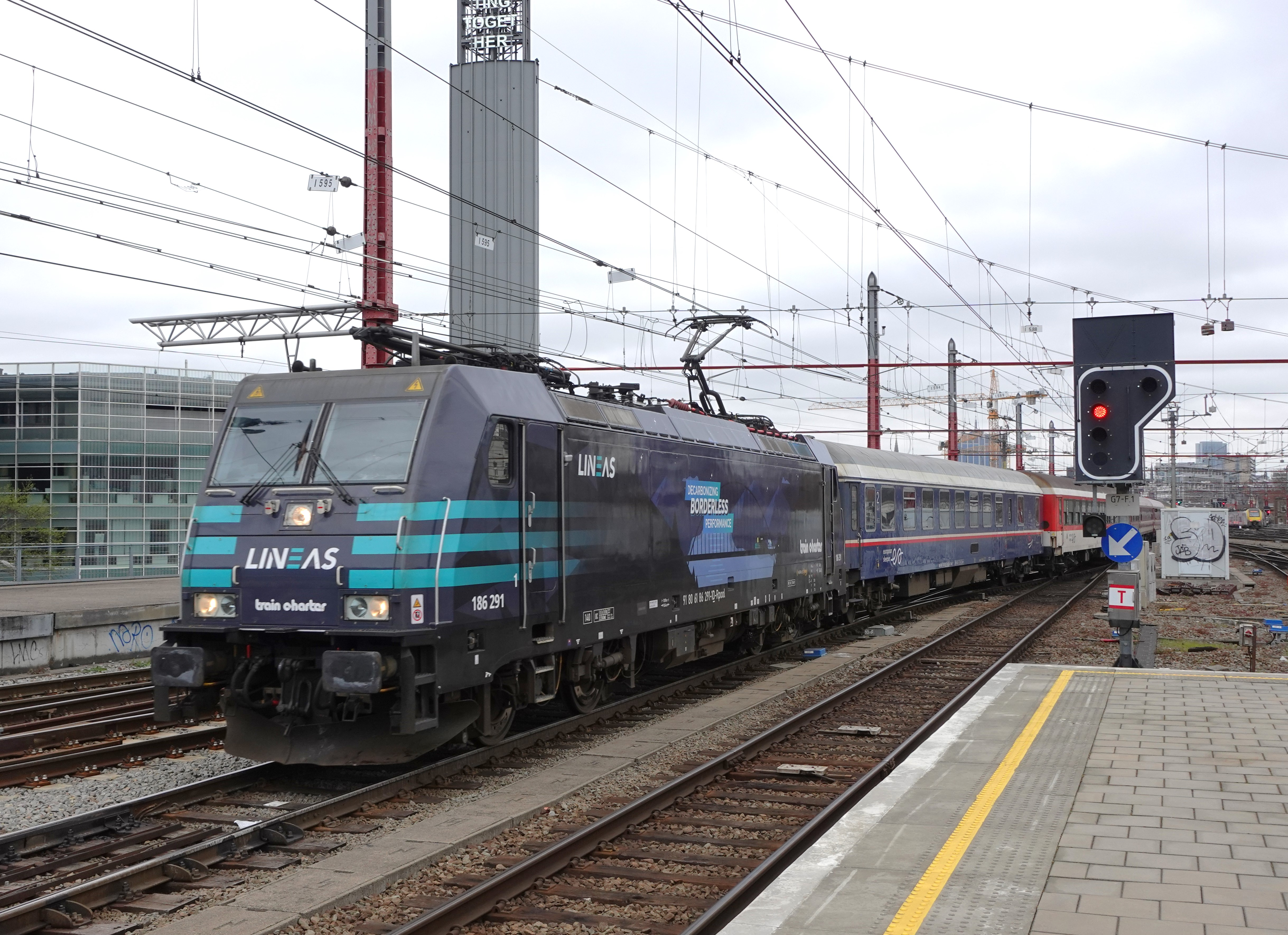
European-Sleeper-Nachtzug bei der Ankunft in Brüssel (März 2024)

### Brüssel – Amsterdam – Berlin – Prag
Die erste internationale Nachtzugverbindung von European Sleeper verkehrte zwischen dem 25. Mai 2023 und dem 25. März 2024 dreimal wöchentlich zwischen Brüssel und Berlin.
Der Zug nahm dabei die Route von Brüssel über Antwerpen, Roosendaal, Rotterdam, Den Haag, Amsterdam, Amersfoort, Deventer und Bad Bentheim nach Berlin.
Zum 25. März 2024 wurde die bestehende Verbindung über Dresden und Bad Schandau verlängert bis nach Prag.

### Brüssel – Köln – München Ost – Innsbruck – Venedig (Frühjahr 2025)

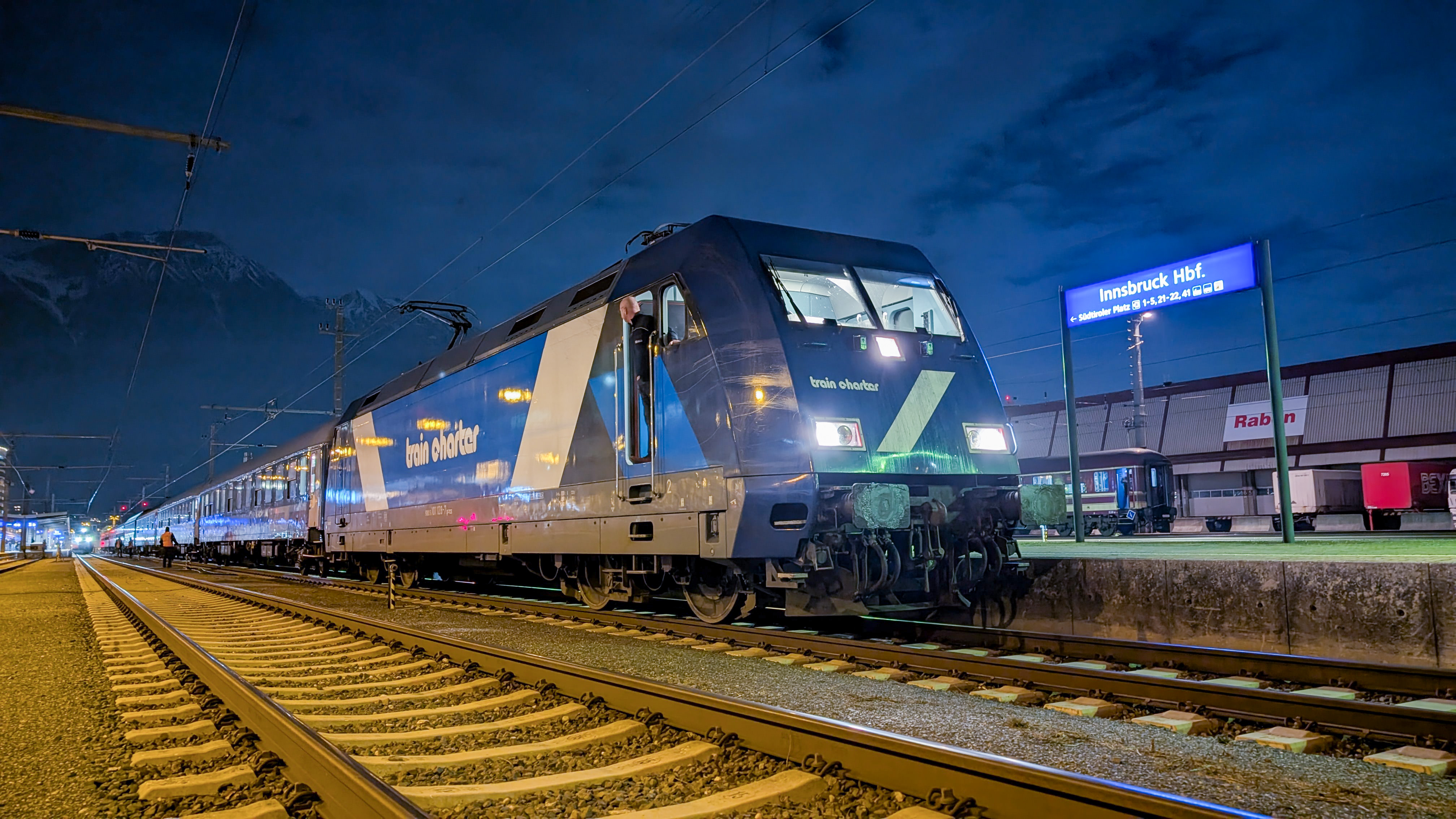
European Sleeper ES 1278 beim Rangieren in Innsbruck.

Im Frühjahr 2025 verkehrte ein saisonaler Nachtzug von Brüssel nach Innsbruck beziehungsweise Venedig. Der Zug fuhr von Brüssel über Breda, Eindhoven und Köln nach München Ost und weiter über Kufstein, Wörgl und Jenbach nach Innsbruck. Vier der sechs Zugpaare sollten weiterfahren bis Venedig.
Aufgrund von Problemen mit dem in Italien verantwortlichen Eisenbahnverkehrsunternehmen (EVU) Arenaways gelang es European Sleeper in letzter Minute nicht, die ersten zwei der insgesamt vier Zugpaare nach Venedig tatsächlich über Innsbruck hinaus fahren zu lassen. Eine Ersatzbeförderung für die Fahrgäste mit Regelzügen der ÖBB und der Trenitalia wurde organisiert.
Die Züge mit Abfahrt aus Brüssel am 4. und 12. März fuhren dann schlussendlich doch nach Venedig, nachdem eine Übereinkunft mit der FS Treni Turistici getroffen werden konnte.
European Sleeper gab im März 2025 bekannt, dass bereits Planungen für einen erneuten saisonalen Verkehr nach Venedig im Frühjahr 2026 liefen.

## Fahrzeugeinsatz

### Reisezugwagen
Der Fahrzeugeinsatz auf dem European Sleeper gestaltet sich vielfältig. In den Sommermonaten ist der Zug bis zu 15 Wagen lang und besteht aus ein bis zwei Sitzwagen, ein bis zwei Schlafwagen und mehreren Liegewagen.

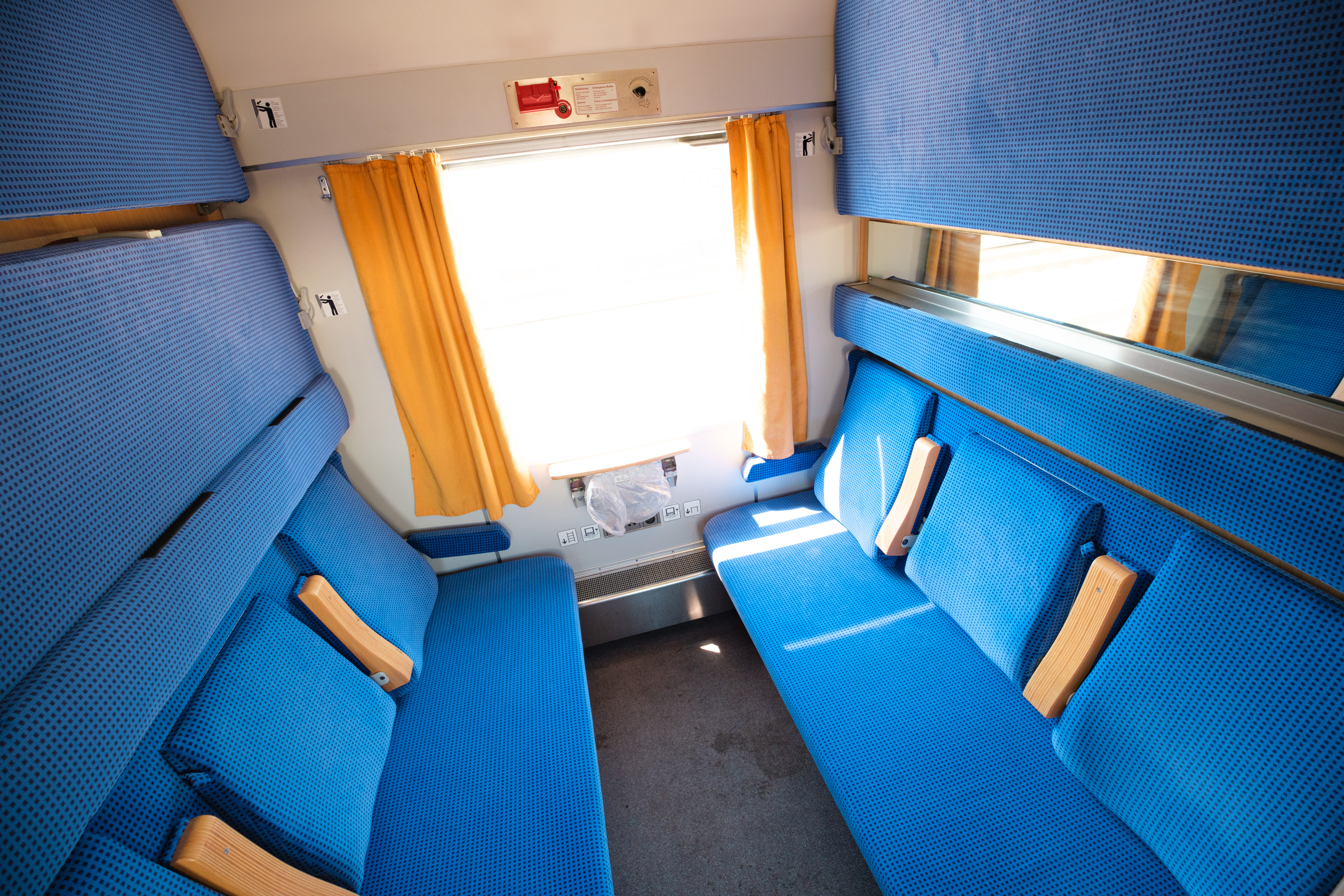
5er-Abteil in einem Bvcmz 248.1 mit Klimaanlage

Zum Einsatz kommen dabei Schlaf-, Liege- und Sitzwagen älteren Baujahrs, die auch schon in den Zügen der DB AutoZug und der CityNightLine im Einsatz waren.
Mit Stand März 2025 werden folgende Fahrzeugtypen regelmäßig eingesetzt:
- WLAB 30: Schlafwagen mit 10 Abteilen à 3 Betten der Gesellschaft für Fahrzeugtechnik (GfF) und der TRI Train Rental (TRI)[19]
- Bvcmz 248.1 & 248.3: Liegewagen mit 5 Liegen und Klimaanlage von Euro-Express Sonderzüge[19]
- Bocmh 244: Liegewagen mit 6 Liegen der Gesellschaft für Fahrzeugtechnik (GfF)[19]Abteil im Schlafwagen Typ WLAB30

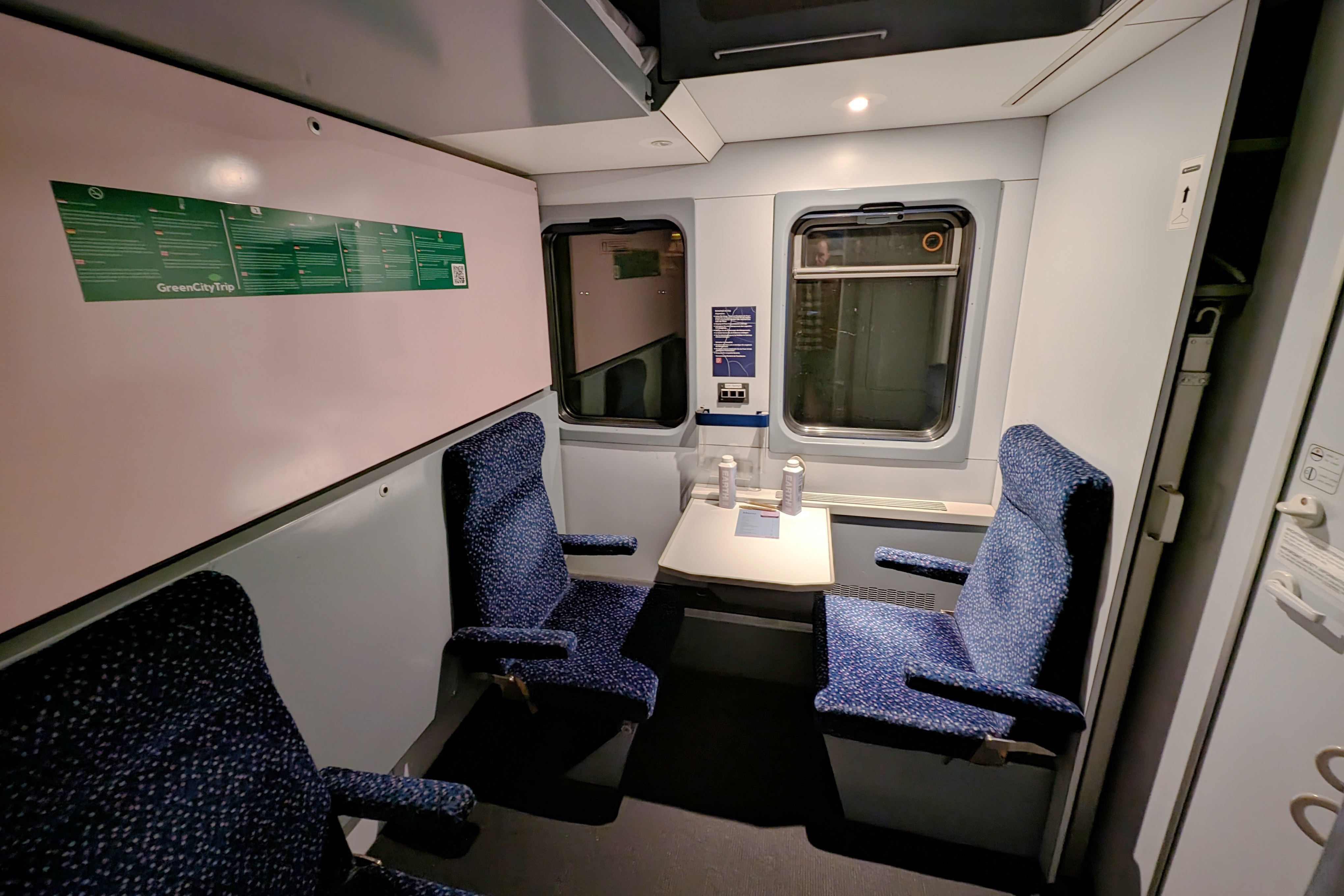
Abteil im Schlafwagen Typ WLAB30

- Bim(d)z, Bom(d)z, Bm: Sitzwagen mit 60 bis 66 Sitzplätzen in Abteilanordnung oder mit Interregio-Interieur von GfF, TRI oder EuroExpress[19][20]

Gelegentlich kommt auch ein Bistrowagen (ARkimmbz 288.5) der TRI zum Einsatz.
Anfänglich bestand der Zug fast ausschließlich aus ex-Bundesbahn Liegewagen Typ Bocmh 244 von Wagon Service Travel (WSBA) und der Gesellschaft für Fahrzeugtechnik (GfF).

### Lokomotiven

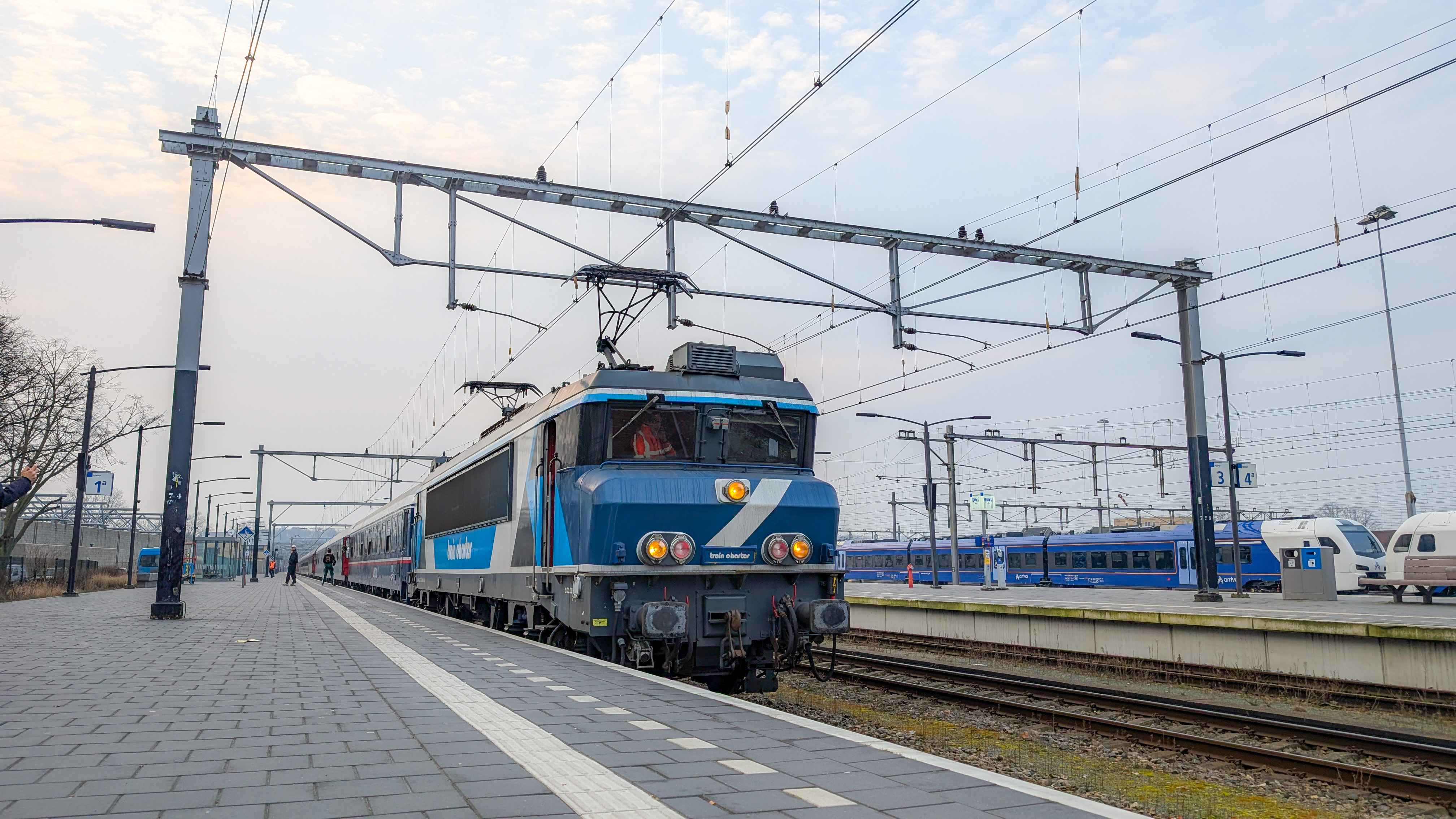
Train Charter (ex NS) Reihe 1700 vor dem European Sleeper aus Innsbruck im Bahnhof Venlo.

Für die Verbindung nach Prag wird in der Regel eine Traxx-Mehrsystemlokomotive der Baureihe 186 der belgischen Güterbahn Lineas eingesetzt.
Für den saisonalen Zug nach Venedig wurden in Belgien Loks der Reihe HLE 27 von Certus Rail beziehungsweise der NMBS genutzt, in den Niederlanden Loks der Reihe 1700 von Train Charter Services und in Deutschland bis zum Brenner Loks der Baureihe 101, ebenfalls von Train Charter Services. In Italien übernahmen E402 der FS Treni Turistici.